# Ostseestadion
El Ostseestadion es el estadio donde juega sus partidos de local el club de fútbol alemán FC Hansa Rostock, establecido en la ciudad de Rostock.

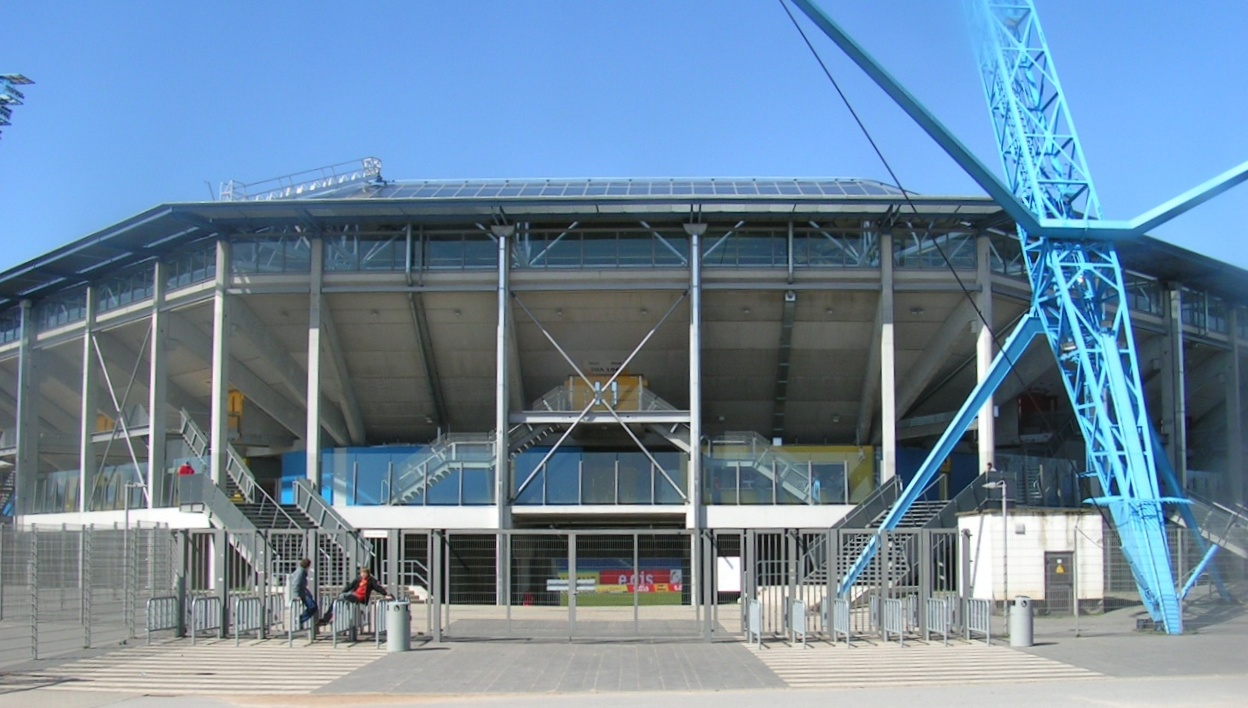
Fachada del estadio